# Галий
Галият е химичен елемент с атомен номер 31 и символ Ga, член на 13-а група, 4-ти период. Открит е през 1875 година. Втечнява се при стайна температура (29,76 °C) дори при по-продължително държане в ръка. Той не се среща в свободно състояние в природата. Галият е мек сребрист метал. Смес на галий (68,5%), индий (21,5%) и калай (10%), известна с тривиалното наименование галинстан, има температура на топене много по-ниска от тази на замръзването на водата: -19 °C. Използва се главно за направата на смеси, които се топят при ниски температури. Тъй като е ценен полупроводник, днес се използва в електрониката. Галиевият нитрид и индиево-галиевият нитрид дават синята и виолетовата светлина на светодиоди (LED) и лазерни диоди.

## История
През 1869 г. Дмитрий Менделеев открива периодичния закон за известните тогава 63 елемента, чрез което през 1871 г. предсказва съществуването на още четири неоткрити елемента – Ga, Ge, Hf и Sc. Той предсказва и някои от свойствата на елемента като плътност, точка на топене и др.
През 1859 г. френският химик Пол-Емил Лекок дьо Боабодран (на френски: Paul-Émile Lecoq de Boisbaudran) започва да се занимава с химията на виното в избата на баща си. По същото време започват и изследванията му на минерали с цел откриване на нови химични елементи. През 1863 г. той забелязва определена зависимост в изменението на спектралните линии на тривалентните елементи при прехода от един елемент към друг. Празнотата между спектралните линии на Al и In го кара да предположи, че между тях трябва да има друг елемент с междинен спектър. Между 8 февруари 1874 г. и 27 август 1875 г. Боабодран преработва 52 kg сфалерит и получава 2 – 3 mg GaCl3, смесен с ZnCl2, който изследва със спектроскоп. Забелязва една виолетова, неизвестна до тогава спектрална линия. През ноември същата година той извлича 3 – 4 mg метален галий, и успява да наблюдава втората, отново виолетова, спектроскопска линия на елемента. В своя статия от същия месец той докладва атомната маса, плътността, температурата на топене и други физични свойства на галия.
След като се запознава със статията, Менделеев изпраща писмо във Франция, че новооткритият елемент е предсказаният от него екаалуминий и написал, че плътността на галия трябва да е около 6 g/cm3, а не 4,7 g/cm3. През следващата година Боабодран преработва 435 kg руда и извлича от нея 650 mg чист галий. Така той получава плътността на метала да бъде 5,935 g/cm3. Тогава той запознал Менделеев с резултатите си.
Боабодран нарича новооткрития елемент „галий“ в чест на родината си Франция.

## Разпространение
Галият е силно разсеян елемент и се смята за рядък. Разпространението му в земната кора е по-голямо от бора – 1,8.10-3% и е на 35-о място сред елементите. Количеството му е приблизително колкото Li, Nb и Pb. Среща се в незначително количество в минерали, като концентрацията му варира от стотни до десети от процента, главно в алуминиеви и железни руди поради близките атомни радиуси и сходните киселинно-основни свойства на тези метали и по-често в сулфиди, отколкото в оксидни минерали. Бива откриван заедно с тези метали и в бауксит. Дълго време се е смятало, че галият няма собствен минерал. През 1951 г. е открит редкият минерал галит, CuGaS2. Среща се основно във вид на примес – 0,001% от сфалерита и пирита и 1,85% в германита, CuGeS4. Среща се и в някои видове въглища.

## Физични свойства
| Свойства             | a    | b    | c    |
| -------------------- | ---- | ---- | ---- |
| α (~25 °C, µm/m)     | 16   | 11   | 31   |
| ρ (29,7 °C; nΩ•m)    | 543  | 174  | 81   |
| ρ (0 °C; nΩ•m)       | 480  | 154  | 71,6 |
| ρ (-195,85 °C; nΩ•m) | 101  | 30,8 | 14,3 |
| ρ (-268,92 °C; pΩ•m) | 13,8 | 6,8  | 1,6  |

Чистият галий е сребристосив и стъклоподобен. Топи се при 29,7646 °C, което е третата най-ниска точка на топене при металите, след Hg и Cs. Плътността му в твърда фаза е 5,91 g/cm3 при 20 °C, а в течна – 6,095 g/cm3. Чистият галий е склонен към преохлаждане и може да запазва разтопеното си състояние дълго време при 0 °C. Той е много мек. Оставя следа върху хартията и може да се драска с нокът. Твърдият галий е диамагнитен, а течният – слабо парамагнитен. При 1,09 K е свръхпроводим.
Кристализира в ортогонална сингония, в която образува псевдомолекулата Ga2, като всеки атом е обкръжен от 6 атома, разположени по двойки. Молекулите са свързани със слаби Вандерваалсови сили, определящи ниската му температура на топене. Тази кристална решетка са запазва в течно състояние, а газообразният галий е атомен.
Физичните свойства на галия са силно анизотропни и са с различна стойност по трите кристалографски оси a, b и c. Свойствата на галия са също силно температурно зависими, особено близо до точката на топене.
Избягва се съхранението му в стъклени или метални съдове, защото при замръзване той увеличава обема си 3,1%.
Галият е сред най-плътните течности и отстъпва по плътност на течната си фаза само на силиция, германия, бисмута и водата.
Галият не кристализира в нито една проста кристална структура. Стабилната фаза при нормални условия е орторомбична с 8 атоми. Всеки атом има само един най-близък съсед на разстояние 244 пикометра (pm) и шест други съседи вътре с допълнителни 39 pm. Стабилността на фазите зависи от температурата и налягането.

### Изотопи
Природният галий е смес от своите два стабилни изотопа, 71Ga и 69Ga, синтезирани в звездите и на земята чрез s-процес и термодинамично равновесие. Получени са изкуствено и са изследвани 29 радиоактивни изотопа и два изомера с A от 56 до 86. Те имат периоди на полуразпад от 3 дена до части от секундата.

## Химични свойства
Галият е елемент от 13-а група, 4-ти период, с електронна конфигурация [Ar]4s24p1, с което започва изграждането на 4p-орбиталите.
На въздух се покрива с тънък и плътен оксиден слой, предпазващ го от по-нататъшно окисление. С горещ въздух или кислород формира Ga2O3, който при 700 °C се редуцира от H2 до Ga2O. Запален във вид на прах гори с ослепителна светлина. Хидроксидът Ga(OH)3, също като оксида, е амфотерен.
В разредени минерални киселини галият се разтваря бавно при невисоки температури. Процесът се ускорява с повишаването на температурата и концентрацията на киселината:
{\displaystyle {\ce {2Ga + 6HCl -> 2GaCl3 + 3H2}}},
{\displaystyle {\ce {2Ga + 6H2SO4 -> Ga2(SO4)3 + 3SO2 + 6H2O}}},
{\displaystyle {\ce {Ga + 4HNO3 -> Ga(NO3)3 + NO + H2O}}}.
В горещи основи се разтваря до хидроксидни комплекси:
{\displaystyle {\ce {2Ga + 6NaOH -> 2Na[Ga(OH)6] + 3H2}}}.
Флуорът, хлорът и бромът реагират лесно с галия до GaX3. При нагряване реагира със сяра до Ga2S3.
Не реагира с H2 и N2, но в среда на амоняк дава нитрид:
{\displaystyle {\ce {2Ga + 2NH3 -> 2GaN + 3H2}}}.
С арсена, фосфора и антимона образува съответно арсенид, фосфид и антимонид, които са полупроводникови съединения от типа 3A-5A.

## Съединения
За галият са характерни съединения в (+3) степен на окисление и по-рядко – в (+1). Ga(+1) се получава в газова фаза при температури над 700 °C. Съединенията с емпиричи формули, предполагащи (2+), често са валентно смесени съединения: GaCl2 всъщност е GaIGaIIICl2.

### Хидриди и сродни комплекси
GaH3 е вискозна течност, която се разлага при 20 °C.
При -45 °C е възможна суха реакция между GaCl3 и NaBH4 до [Ga(η2-BH4)2H]. При температури под нулата е възможно образуването и на други комплексни хидриди:
{\displaystyle {\ce {2GaCl3 + 4 Me3SiH -> Ga2Cl2H4 + 4 Me3SiCl}}},
{\displaystyle {\ce {Ga2Cl2H4 + 2LiGaH4 -> Ga2H6 + 2LiGaH3Cl}}}.
Познат е дигалан, Ga2H6, със структура, аналогична на биборана. Известни са галиеви хидриди от вида Ga2H2n, n ≤ 4.

### Халогениди
За галия са характерни трихалогениди, GaX3. При получаването им чрез неутрализация, те кристализират в GeX3·3H2O. Всички те са Люисови киселини и имат възможно приложение като катализатори. В твърда и течна фаза те са координационни олигомери.
GaF3 се получава при термично разлагане на комплексния му флуорид:
{\displaystyle {\ce {(NH4)3GaF6}}\xrightarrow {\mathrm {120~-~170~^{\circ }C} } {\ce {NH4GaF4}}\xrightarrow {\mathrm {300~^{\circ }C} } {\ce {GaF3}}}.
Познати са монохалогениди, които се получават чрез реакция на галиев трихалогенид с метален галий:
{\displaystyle {\ce {GaCl3 + 2Ga -> 3GaCl}}}.

### Оксиди, хидроксиди и кислородсъдържащи съединения
Ga2O3 е бял амфотерен оксид и има полупроводникови свойства. Познати са α-, β-, γ-, δ- и ε-модификации, които се получават при пряко взаимодействие на метала с кислород или въздуха при различна температура. Редуцира се с графит до чист метал:
{\displaystyle {\ce {Ga2O3 + 3C -> 2Ga + 3CO}}}.
Образува смесени оксиди с карбонати на други метали:
{\displaystyle {\ce {Ga2O3 + ZnCO3 -> ZnGa2O4 + CO2}}}.
При взаимодействието на метала с водни пари се получава GaO(OH):
{\displaystyle {\ce {2Ga + 6H2O -> 2GaO(OH) + 3H2}}}.
Амфотерни свойства има и Ga(OH)3. И двете съединения са по-кисели от алуминиевите им аналози, а галатите са по-стабилни. Във воден разтвор образува комплекси, които в зависимост от pH варират от [Ga(H2O)6]3+ до [Ga(OH)6]3-. Известни са галати GaO2- на множество метали.
| Съединение | K1       | K2      | K3      |
| ---------- | -------- | ------- | ------- |
| Ga(OH)3    | 1,2.10-7 | 2.10-11 | 4.10-12 |
| H3GaO3     | 1,6.10-7 | 5.10-11 | 2.10-12 |

С флуороводородна киселина и NH4F дава флуориден комплекс:
{\displaystyle {\ce {Ga(OH)3 + HF + NH4F -> (NH4)3[GaF6] + 3 H2O}}}.
От солите на галия най-голям интерес представляват стипците и самостоятелният сулфат: Ga2(SO4)3·18H2O, KGa(SO4)2·18H2O.

### Халкогениди
Познати са 4 сулфида: Ga2S α-, β- и γ-Ga2S3, GaS и Ga4S5. С изключение на жълтите α-Ga2S3 и GaS, те са бели твърди вещества. Известни са аналогични селениди и телуриди.

### Други съединения
Солите със слаби киселини – сулфид, карбонат, цианид, ацетат и др. не могат да се съхраняват като реактиви дълго време, защото хидролизират:
{\displaystyle {\ce {Ga2S3 + 3H2O -> Ga(OH)3 + 3H2S}}}.
GaAs, GaP, GaSb се използват в полупроводниковата промишленост. С металите, освен с тези от 3-а, 12-а и 14-а група и Bi, образува галиди. С промишлено значение са V3Ga и Nb3Ga.

### Органометални съединения
Органогалиевите съединения са подобни на органоалуминиевите, но са по-слабо изучавани и много по-нестабилни. Някои органогалиеви съединения са стабилни във воден разтвор и образуват кристални адукти с неполярни разтворители, например Me3Ga·Et2O. GaR3 се получава при алкилиране на Ga с HgR2 или при взаимодействие на MgRX или AlR3 с GaCl3. Други известни съединения включват Ga(CH2)3N, GaCp3 и множество аренови производни – [Ga(η6-C6H6)][GaX4], както и Ga(OR)3, β-дикетонни, пироацетолни, дикорбоксилни производни от вида [GaR3]3-. Получени са и органометални комплекси с преходните метали.

## Получаване
Галият не се среща самостоятелно в природата, но се получава лесно чрез топене на руда. Добиването му е свързано с извличането му като страничен продукт главно при производството на Al, Zn и Ge. Основният му добив е като страничен продукт от производството на алуминий. След извличането си от тези минерали, той съдържа и много други примеси, като Zn, Te, Cu, Al, Mg, Fe, Ni, Hg, Cd. Разработени са специални методи за очистването на метала: филтрация през порести прегради, киселинно-алкална преработка, амалгамно отделяне, нагряване до 900 – 13000 °C и електролиза. За получаването на галий с полупроводникова чистота (99,99995%) се прилагат кристализационни методи, например зонно топене.
При разтваряне на NaOH в боксити, съдържащи галий, разтворът се подкиселява с CO2 и при pH≈10, алуминият се утаява като Al(OH)3, а галият – Na3[Ga(OH)6]. Натриевият галат се подлага на електролиза със стоманени електроди.
От цинковите и германиевите руди германият се разтваря в 6,5 M HCl, откъдето с етер се извлича Ga2Cl6. Полученият маслообразен разтвор се разтваря в NaOH и се подлага на електролиза.
95% от производството на галия е за създаване на GaAs. Съединението се получава от триметилгалий и арсан:
{\displaystyle {\ce {(CH3)3Ga + AsH3 -> GaAs + 3CH4}}}.
Галиевият арсенид е устойчив на въздух, вода, киселини и основи. Разлага се бавно със сярна или солна киселина:
{\displaystyle {\ce {GaAs + 3HCl -> GaCl3 + AsH3}}}.

## Приложение
Галиевите йони имат медицински приложения, защото са подобни на железните йони.
Подобно на водата, при втвърдяване галият се разширява. Намира приложение вместо живака в термометри за измерване на високи температури.
Галият намалява податливостта на плутония към корозия, а чрез легирането му с галий плутоният, използван в ями за ядрени оръжия, бива стабилизиран в δ фазата и става подлежащ на обработка. Плутониево-галиевата сплав е разработена по време на проекта в Манхатън.
Mg(GaO2)2, активиран с Mn2+, е зелен луминофор в ксероксите.
Галиевият арсенид е полупроводник и се използва за направата на светодиоди и свръхвисокочестотни транзистори. Изпаренията на галиевия арсенид са силно токсични и опасни за човека.
От откриването му през 1875 година до ерата на полупроводниците главното приложение на галия било за направата на високотемпературни термометри и направата на метални смеси с необикновени свойства. С развитието на полупроводниците през 1960 започва ерата на галиевия арсенид.

## Токсичност
Галият е слаботоксичен и се смята, че не участва в биологичните процеси. Когато се държи с голи ръце, той мокри кожата и остават петна от метала.